# Laliostominae
Laliostominae é uma subfamília de rãs da família Mantellidae, nativa de Madagáscar.

## Géneros
- Aglyptodactylus Boulenger, 1919
- Laliostoma Glaw, Vences & Böhme, 1998